# Pfarrkirchen
Pfarrkirchen je město v německé spolkové zemi Bavorsko, hlavní město zemského okresu Rottal-Inn ve vládním obvodu Dolní Bavorsko. Žije zde přibližně 14 tisíc obyvatel.

## Místní části
- Altersham
- Gehring
- Mooshof
- Reichenberg
- Steffelsöd
- Untergrasensee
- Degernbach
- Waldhof

## Partnerská města
- San Vincenzo, Itálie, 1998
- Saint-Rémy-de-Provence, Francie, 1991